# Calymmaria similaria
Espèce
Calymmaria similaria est une espèce d'araignées aranéomorphes de la famille des Cybaeidae.

## Distribution
Cette espèce est endémique de Californie aux États-Unis,. Elle se rencontre dans les chaînes côtières californiennes dans les comtés d'Alameda, de Los Angeles, de Marin, de Monterey, de Napa, de San Bernardino, de San Diego, de San Francisco et de Santa Cruz.

## Description
Les femelles mesurent de 4,40 à 5,77 mm.

## Publication originale
- Heiss & Draney, 2004 : Revision of the Nearctic spider genus Calymmaria (Araneae, Hahniidae). Journal Of Arachnology, vol. 32, no 3, p. 457-525 (texte intégral).